# CED-5
CED-5是秀麗隱桿線蟲（Caenorhabditis elegans）的一个基因，编码的蛋白与人类基因DOCK1（也称DOCK180）同源，其在黑腹果蝇（Drosophila melanogaster）中的同源体为Mbc（Myoblast city）。